# Teruelius olgae
Espèce
Synonymes
- Grosphus olgae Lourenço, 2004

Teruelius olgae est une espèce de scorpions de la famille des Buthidae.

## Distribution
Cette espèce est endémique de la région d'Atsimo-Andrefana à Madagascar. Elle se rencontre vers Tsifotsa et Efoetse.

## Description
Teruelius olgae mesure de 35 à 40 mm.

## Systématique et taxinomie
Cette espèce a été décrite sous le protonyme Grosphus olgae par Lourenço en 2004. Elle est placée dans le genre Teruelius par Lowe et Kovařík en 2019, dans le genre Grosphus par Lourenço, Rossi, Wilmé, Raherilalao, Soarimalala et Waeber en 2020 puis dans le genre Teruelius par Lowe et Kovařík en 2022.

## Étymologie
Cette espèce est nommée en l'honneur d'Olga Ramilijaona.

## Publication originale
- Lourenço, 2004 : « Scorpions du sud-ouest de Madagascar et en particulier de la foret des Mikea. » Inventaire floristique et faunistique de la forêt de Mikea: Paysage écologique et diversité biologique d’une préoccupation majeure pour la conservation. Recherches pour le développement, Série Sciences Biologiques, Antananarivo, no 21, p. 25-35.